# Kim Tae-ho (cầu thủ bóng đá)
Đây là một tên người Triều Tiên, họ là Kim.
Kim Tae-Ho (tiếng Hàn: 김태호; sinh ngày 22 tháng 9 năm 1989) là một cầu thủ bóng đá Hàn Quốc thi đấu ở vị trí hậu vệ cho FC Anyang ở K League 2.

## Sự nghiệp
Anh được lựa chọn bởi Chunnam Dragons ở đợt tuyển quân K League 2013. Anh ra mắt ở trận đấu tại giải vô địch trước Daegu FC ngày 10 tháng 3 năm 2013.